# Kuduvalli, Chikmagalur
Kuduvalli là một làng thuộc tehsil Chikmagalur, huyện Chikmagalur, bang Karnataka, Ấn Độ.